# 간잠 벵카타수바이아
간잠 벵카타수바이아(칸나다어: ಗಂಜಂ ವೆಂಕಟಸುಬ್ಬಯ್ಯ, 1913년 8월 23일 ~ 2021년 4월 19일)는 인도의 언어학자, 저술가, 평론가, 사전 편찬자이다. 가장 권위있는 칸나다어 사전을 편찬했으며, 칸나다어 문학 평론에 대한 여러 저술을 남겼다. 벵카타수바이아는 칸나다어에 대한 여러 업적으로 파드마 시리 문학/교육 훈장을 받았다.